# Liste der Botschafter der Vereinigten Staaten im Irak

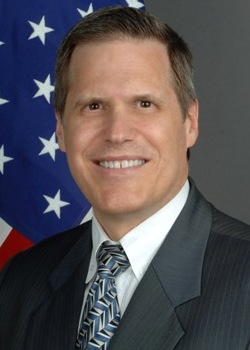
Matthew H. Tueller, derzeitiger US-Botschafter im Irak

Die Liste der Botschafter der Vereinigten Staaten im Irak bietet einen Überblick über die Leiter der US-amerikanischen diplomatischen Vertretung im Irak seit der Aufnahme diplomatischer Beziehungen bis heute.
| Amtszeit  | Name                              | Anmerkung                                 |
| --------- | --------------------------------- | ----------------------------------------- |
| 1931      | Alexander K. Sloan                | Geschäftsträger                           |
| 1932–1942 | Paul Knabenshue                   |                                           |
| 1942      | Thomas M. Wilson                  |                                           |
| 1943–1945 | Loy W. Henderson                  |                                           |
| 1946–1948 | George Wadsworth                  |                                           |
| 1948      | Edward Savage Crocker II          | erster Botschafter                        |
| 1952–1954 | Burton Y. Berry                   |                                           |
| 1954–1958 | Waldemar John Gallman             |                                           |
| 1958–1962 | John D. Jernegan                  |                                           |
| 1963–1967 | Robert C. Strong                  |                                           |
| 1967      | Enoch S. Duncan                   | Geschäftsträger                           |
| 1967–1984 | Keine diplomatischen Beziehungen. | Keine diplomatischen Beziehungen.         |
| 1984–1988 | David George Newton               | Geschäftsträger, später Botschafter       |
| 1988–1990 | April Glaspie                     |                                           |
| 1990–1991 | Joseph C. Wilson                  | Geschäftsträger bis zum Zweiten Golfkrieg |
| 1991–2004 | keine diplomatischen Beziehungen  | keine diplomatischen Beziehungen          |
| 2004–2005 | John Negroponte                   |                                           |
| 2005–2007 | Zalmay Khalilzad                  |                                           |
| 2007–2009 | Ryan Crocker                      |                                           |
| 2009–2010 | Christopher R. Hill               |                                           |
| 2010–2012 | James Franklin Jeffrey            |                                           |
| 2012–2014 | Robert S. Beecroft                |                                           |
| 2014–2016 | Stuart E. Jones                   |                                           |
| 2016–2019 | Douglas A. Siliman                |                                           |
| 2019      | Joey R. Hood                      | Geschäftsträger                           |
| 2019–     | Matthew H. Tueller                |                                           |